# Франческа Романа Колуцці
Франче́ска Рома́на Колу́цці (італ. Francesca Romana Coluzzi; 20 травня 1943, Тирана, Албанія — 15 липня 2009, Рим, Італія) — італійська акторка.

## Життєпис
Народилася в Тирані, Албанія, в італійській сім'ї Колуцці, яка незабаром переїхала до Італії в місто Перуджа.
Будучи підлітком, під час танцювального конкурсу твісту, Франческу помітив Федеріко Фелліні, який запропонував їй роль у фільмі 8½. Колуцці відхилила цю пропозицію, щоб продовжити навчання, але тим не менш зустріч з Фелліні змінила її життя, і вона врешті-решт вирішила піти з університету, щоб розпочати кар'єру в кіно.
У 1965 році вона зіграла першу повноцінну роль у фільмі Лучо Фульчі «002 Операція Місяць».
Популярність здобула після ролі Азмари у фільмі «Серафіно» П'єтро Джермі 1968 року, де зіграла разом з Адріано Челентано. Через рік вона зіграла Тарсіллу у фільмі Альберто Латтуади «Приходь до нас на чашку кави», за що отримала «Срібну стрічку» за найкращу роль другого плану і «Золотий глобус» в тій же категорії. У наступні роки Колуцці в основному грала в комедійних фільмах, де часто виконувала ролі нестерпних і ревнивих дружин. У 1985 році вона заснувала в Римі театральний майстер-клас для дітей («Associazione Culturale Minestrone d'Arte»). Померла у віці 66 років від раку легень.

## Фільмографія
- 1968 — Серафіно
- 1975 — Учителька
- 1979 — Учителька дурить... усі класи
- 1979 — Нічна доглядальниця
- 1980 — Усім класом на море